# Escultura social
La escultura social es una frase utilizada para describir un concepto ampliado del arte que fue inventado por el artista y cofundador del Partido Verde Alemán, Joseph Beuys. Beuys creó el término «escultura social» para encarnar su comprensión del potencial del arte para transformar la sociedad. Como obra de arte, una escultura social incluye la actividad humana que se esfuerza por estructurar y dar forma a la sociedad o al medio ambiente. La idea central de un escultor social es un artista que crea estructuras en la sociedad usando lenguaje, pensamientos, acciones y objetos.

## Concepto

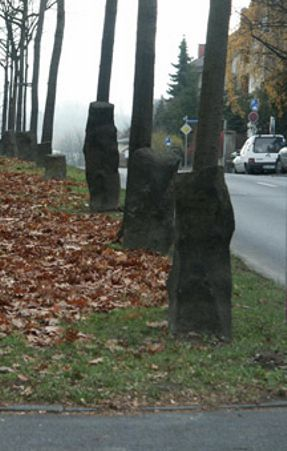
Algunos de los 7000 robles plantados entre 1982 y 1987 para Documenta 7 (1982)

Durante la década de 1960, Beuys formuló sus conceptos teóricos centrales sobre la función y el potencial social, cultural y político del arte. En deuda con escritores románticos como Novalis y Schiller, Beuys estaba motivado por una creencia utópica en el poder de la creatividad humana universal y confiaba en el potencial del arte para generar un cambio revolucionario. Estas ideas se fundaron en las ideas sociales de la antroposofía y en la obra de Rudolf Steiner, de la que fue un vigoroso y original proponente. Esto se tradujo en la formulación de Beuys del concepto de escultura social, en el que la sociedad en su conjunto debía ser considerada como una gran obra de arte (la Gesamtkunstwerk wagneriana) a la que cada persona puede contribuir creativamente (quizás la frase más famosa de Beuys, tomada prestada de Novalis, es "Todo el mundo es un artista"). En el video "Willoughby SHARP, Joseph Beuys, Public Dialogues (1974/120 min)", un registro de la primera gran discusión pública de Beuys en los Estados Unidos, Beuys elabora tres principios: libertad, democracia y socialismo, diciendo que cada uno de ellos depende de los otros dos para ser significativa. En 1973, Beuys escribió:
Solo a condición de una radical ampliación de las definiciones será posible que el arte y las actividades relacionadas con el arte [para] proporcionar evidencia de que el arte es ahora el único poder evolutivo-revolucionario. Sólo el arte es capaz de desmantelar los efectos represivos de un sistema social senil que sigue tambaleándose en la línea de la muerte: desmantelar para construir 'UN ORGANISMO SOCIAL COMO OBRA DE ARTE'… TODO SER HUMANO ES UN ARTISTA que –desde su estado de libertad -la posición de libertad que experimenta de primera mano- aprende a determinar las otras posiciones de la OBRA DE ARTE TOTAL DEL FUTURO ORDEN SOCIAL.
En 1982, fue invitado a crear una obra para Documenta 7. Entregó una gran pila de piedras de basalto. Desde arriba, se podía ver que la pila de piedras era una gran flecha que apuntaba a un solo roble que había plantado. Anunció que las piedras no debían moverse a menos que se plantara un roble en la nueva ubicación de la piedra. Luego se plantaron 7000 robles en Kassel, Alemania. Este proyecto ejemplificaba la idea de que una escultura social se definía como interdisciplinar y participativa.
En 1991, The Thing se inspiró en el concepto de escultura social.
Desde 1994, Stela for Tolerance es uno de los proyectos más grandes a nivel mundial siguiendo el concepto de escultura social.
En 2007, en Documenta 12, Kirill Preobrazhenskiy creó el trabajo Tram 4 Inner Voice Radio. Su obra fue comparada por la crítica con los robles de Beuys.

## Organization for direct democracy through plebiscite
La Organization for direct democracy through plebiscite (Organización para la democracia directa a través del plebiscito) fue fundada por los artistas Joseph Beuys, Johannes Stüttgen y Karl Fastabend el 19 de junio de 1971 en Düsseldorf como organización política. El objetivo era influir en los patrones sociales implementando el concepto de Beuys de la noción extendida del arte y la escultura social a través de medios políticos. A la fecha, Johannes Stüttgen difundió la idea de la democracia directa con el proyecto Omnibus.

## El individuo
Beuys creía que todo el mundo era un artista. Una vez dijo que "todas las esferas de la actividad humana, incluso pelar una papa, puede ser una obra de arte siempre que sea un acto consciente", la idea es que cada decisión que tome debe ser pensada e intentar hacer o contribuir a un obra de arte que al final es sociedad. Se promueve la individualidad y las decisiones bien educadas en la persona mientras se hace el gobierno de esas decisiones sometidas a referéndum. Este punto de vista invita a los seguidores a humillarse al darse cuenta de que son una parte importante de un todo, no solo un individuo.

## Escultura social en el mundo

### México
El artista Pedro Reyes realizó en 2007 la acción artística denominada Palas por pistolas, desde el punto de vista de la 'escultura social' de Beuys. Para esta obra, el Jardín Botánico de Culiacán le comisionó una obra, la cual Reyes planteó desde la problemática de la violencia ocasionada por el narcotráfico en México. Reyes difundió un anuncio publicitario en televisión, convocando a la población a que donara armas, y a cambio se les darían cupones con los que adquirirían electrodomésticos. La campaña logró recaudar 1527 armas, de las cuales 40% entraban en la categoría de armas de uso exclusivo del ejército. Las armas fueron fundidas para crear 1527 palas, y se plantaron 1527 árboles.
Bajo la misma premisa, la obra Disarm (2012), también de Pedro Reyes, plantea un proceso similar; pero esta vez convirtiendo 6700 armas recaudadas, en instrumentos musicales, junto con músicos y herreros. A partir de los materiales fueron realizadas dos series; la primera Imagine, "una orquesta de 50 instrumentos de viento, cuerda y percusión, para ser tocados en vivo", con la que interpretaron Imagine de John Lennon. La segunda serie se llama Disarm y está integrada por nueve instrumentos musicales mecánicos, los cuales son ejecutados a través de un teclada midi controlado por una computadora portátil. El proyecto Disarm fue realizado con la colaboración de Alejandro Machorro, Edi Kistler y Julián Plascencia.

### Venezuela
En Venezuela, particularmente en el barrio Valle Verde II, en ciudad Morón, se realizó un proceso de desarrollo comunitario a partir de los planteamiento de Joseph Beuys, en un lugar de alta marginación y de situaciones de riesgo. Los habitantes de la zona, aprovechaban el Complejo Petroquímico Pequiven para tomar de forma ilícita los desechos de la planta, y venderlos como chatarra.
En Valle Verde, Venezuela, un grupo de artistas fue contactado por Pequiven para realizar una escultura monumental con los integrantes del barrio, quienes solían extraer chatarra y material de sus instalaciones. Sin embargo, optaron por realizar proyectos artísticos, educativos y culturales en el barrio con el planteamiento de 'escultura social' de Joseph Beuys; y que dieran como resultado esculturas que representaran a la comunidad.
Usaron recursos que se adaptaron a las características del barrio. Los participantes jóvenes tenían una escolaridad baja, por lo que los talleres eran prácticos y lúdicos. Algunos aprendieron a soldar y a reparar techos; otros participaban cocinando, limpiando y cargando material. Usaban ferrocemento para realizar estructuras y mosaicos para decorarlas. Estos talleres estaban disponibles para toda la comunidad.
Debido a la situación de violencia el proyecto no pudo continuar, pero tuvo diversos frutos, como la escultura El cachicamo, que fue nombrada "patrimonio del municipio Juan José Mora" en 2009.